# Die Tagesreise
Die Tagesreise bzw. Tagesreise ist ein Lied des Komponisten Michael Heubach und des Textdichters Josef „Jo“ Schaffer, das 1973 oder vorher komponiert wurde. Es wurde in der DDR vor allem in den Versionen der Horst-Krüger-Band und der Band Lift bekannt und gilt als einer der besten Rocksongs der DDR-Geschichte.

## Geschichte
Heubach spielte bis 1973 bei der Bürkholz-Formation, wo er das Lied Die Tagesreise komponierte. Damals wurde das Lied jedoch mit einem englischen Text gesungen. Den deutschen Text verfasste später der damals im Norden der DDR lebende Redakteur Jo Schaffer, der zwischen 1974 und 1979 etwa ein Dutzend Songtexte für DDR-Rockmusiker schrieb. Nach dem Verbot der Bürkholz-Formation kam Heubach zur Horst-Krüger-Band. 1975 erschien das Lied als Die Tagesreise auf der Amiga-LP Horst Krüger-Band mit Heinz-Jürgen Gottschalk als Lead-Sänger. Heubach wechselte im selben Jahr zur Dresdner Gruppe Lift. 1979 veröffentlichte Lift auf ihrem Album Meeresfahrt eine weitere Version als Tagesreise, gesungen von Henry Pacholski, der kurz nach der Aufnahme 1978 bei einem Autounfall ums Leben kam.

## Beschreibung
Die Version der Horst-Krüger-Band ist 7:20 Minuten lang, die von Lift 8:35 Minuten. Das Lied ist in einer Molltonart geschrieben und ist dem Progressive Rock zuzurechnen.
Die Version der Horst-Krüger-Band wurde neben anderen Musikern wie dem Bandgründer Horst Krüger, Michael Heubach (Keyboard) und Gitarrist Bernd Römer mit vier Background-Sängerinnen eingespielt, darunter Tamara Danz. Sie beginnt mit einem rockigen Instrumentalvorspiel, in dem die elektronische Orgel das Leitmotiv spielt. Dann hört man nur eine akustische Gitarre und den Bass, bevor der Sänger Horst Krüger die ersten zwei Zeilen ruhig vorträgt. Ohne Übergang setzen Blech- und Holzbläser sowie das Schlagzeug ein. Die zweiten zwei Zeilen werden rockiger vorgetragen, bevor wieder die Orgel das Leitmotiv spielt. Schließlich setzt der expressiv singende Chor ebenfalls mit dem Leitmotiv ein. Die Lied geht über in ein instrumentales Progressive-Rock-Intermezzo, in dem die elektrische Gitarre und die Orgel dominieren und das durch einen rockigen Groove auf dem Grundton geprägt ist. Der Chor singt eine Zeile ohne Text. Die nächste Strophe, diesmal vier Zeilen, wird von „Gotte“ Gottschalk noch rockiger vorgetragen. Orgel-Groove und Chor dominieren den folgenden Teil. Danach folgen erneut die ersten zwei Zeilen und der Bläser-/Schlagzeugeinsatz, bevor der Sänger die dritte und vierte Zeile wiederholt, noch expressiver als beim ersten Mal. Den Schluss bildet eine Wiederholung des vierzeiligen Chorgesangs, unterlegt vor allem von der Orgel, und eine Coda, die mit dem Schlagzeug endet.
Die Aufnahme von Lift ähnelt der Version der Horst-Krüger-Band. Die Besetzung war wie folgt: Henry Pacholski (Lead-Gesang), Gerhard Zachar (Bass), Till Patzer (Altsaxophon), Wolfgang Scheffler (Keyboard), Michael Heubach (Keyboard) und Frank-Endrik Moll (Schlagzeug), dazu Chorgesang mehrerer Mitglieder. Henry Pacholski phrasiert etwas anders, die Blechbläser und die Frauenstimmen des Chors fehlen bei Lift. Der Ablauf des Liedes entspricht der anderen Version, es enthält lediglich einige zusätzliche Wiederholungen in den Instrumentalteilen, während das Tempo teilweise etwas schneller ist.
Der Sänger schildert die Gedanken, die er am Abend nach einer „Tagesreise“ hat – gemeint ist damit der Tagesablauf. Er reflektiert in poetischer Form das Geschehene und glaubt, „ein Stückchen Stärke für den nächsten Tag“ zu spüren. Der Chor stellt in seinen vier Zeilen ausschließlich Fragen und relativiert damit die Aussagen des Solosängers.
Das Stück wurde gelegentlich mit der Musik der damaligen Hamburger Band Frumpy verglichen.

## Ausgaben (ohne Kompilationen)

### Alben
- 1975: Horst Krüger-Band (Amiga)
- 1979: Meeresfahrt (Lift; Amiga)